# Llista de municipis de Sena Saint-Denis
Llista dels 40 municipis del departament francès del Sena Saint-Denis (93).

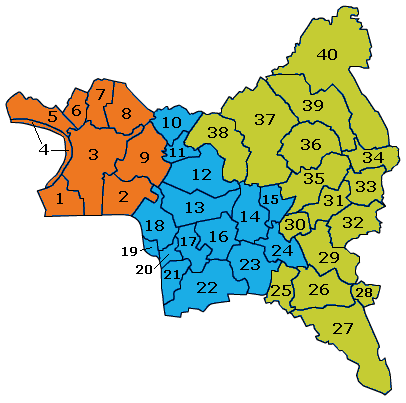

Districte de Saint-Denis
1. Aubervilliers
2. La Courneuve
3. Épinay-sur-Seine
4. L'Île-Saint-Denis
5. Pierrefitte-sur-Seine
6. Saint-Denis
7. Saint-Ouen
8. Stains
9. Villetaneuse